# Massimo Brambilla
Massimo Brambilla (Vimercate, 4 de março de 1973) é um ex-futebolista profissional italiano que atuava como meio-campo.

## Carreira
Massimo Brambilla começou no AC Monza Brianza.
Ele representou a Seleção Italiana de Futebol nas Olimpíadas de 1996.